# Verzuolo
Verzuolo es una localidad y comune italiana de la provincia de Cuneo, región de Piamonte, con 6406 habitantes.

## Evolución demográfica
| Gráfica de evolución demográfica de Verzuolo entre 1861 y 2001 |
|                                                                |
| Fuente ISTAT - elaboración gráfica de Wikipedia                |

## Ciudades Hermanadas
- Arroyito, Argentina